# لیزا پوستایی
لیزا پوستایی (مجاری: Liza Pusztai؛ زادهٔ ۱۱ مهٔ ۲۰۰۱) شمشیرباز زن اهل مجارستان است.